# Dermatite actinique chronique
 Mise en garde médicale
La dermatite actinique chronique est une photodermatose qui fait partie des « photodermatoses idiopathiques » ; dermatites qui se manifestent par une photosensibilité anormale et importante.
Les patients parlent parfois improprement d’allergie au soleil (il s’agirait plutôt d’allergie croisée impliquant une photosensibilisation). Elle touche essentiellement des hommes de plus de 50 ans, et se traduit par une éruption eczématiforme chronique, parfois accompagnée de papules et/ou de plaques infiltrées.
C’est une maladie rare. Le risque en est théoriquement un peu plus élevé en altitude ou près de la mer (cf. réverbération des UV).

## Synonymes
- Photosensibilité rémanente ;
- photosensibilité persistante (persistent light reactor pour les anglosaxons) ;
- pseudo-lymphome actinique (actinic reticuloïd, pour les anglosaxons) ;
- eczéma photosensible (photosensitive eczema pour les anglosaxons).

## Facteurs déclenchants
C’est généralement le soleil et un allergène (endogène, c’est-à-dire produit par l’organisme lui-même, à la suite de certaines pathologies par exemple) ou exogène, qui codéclenchent la dermatite, mais les lampes UV (ou certaines lampes fluocompactes émettant des doses suffisantes d’UV) sont soupçonnées de pouvoir induire les mêmes symptômes,, au moins chez des personnes sensibles et étant exposées à ces lampes de manière chronique et à moins de 20 cm de la peau dans le cas des lampes basse consommation.
Les symptômes se manifestent habituellement sur les zones exposées au soleil, mais peuvent parfois s’étendre aux zones protégées de la lumière. Si c’est un photosensibilisant exogène qui est à la source des symptômes, l’eczéma se développe parfois en taches très localisées, là où la peau a été en contact avec le photosensibilisant. Inversement, un sensibilisant endogène crée un eczéma plus systémique qui couvre une grande partie du corps, y compris des zones moins exposées au soleil.

## Étymologie
Le mot « actinique » provient des mots grecs aktis, -inos (rayon, rayonnement, piquant) ; et eikôs  (semblable).

## Conséquences sociales et sociopsychologiques
La dermatite peut évoluer vers une érythrodermie qui nuit à la vie sociale du patient. Il risque de ne plus sortir pour ne pas s’exposer à la lumière et tend à s’enfermer dans le noir.

## Les photosensibilisants
Ils sont nombreux et peuvent être par exemple :
- Sève de certains végétaux (de la famille des ombellifères notamment)
- lactones sesquiterpéniques (Composées, ou certaines plantes ressemblant à des mousses (hépatiques, espèces de Frullania en l'occurrence), qui peuvent sensibiliser les forestiers, chasseurs, etc.)

- métaux (ex. : nickel de bijoux, bracelets de montre, certaines pièces de monnaie...)
- médicaments[4] particulièrement photosensibilisants (ex. : Amiodarone brûlures et érythèmes chez 50 % des patients traités par de fortes doses[5]), phénothiazines (antipsychotiques), salicylanilides halogénés, Fluoroquinolone (antibiotiques)
- certains parfums ou composés de produits cosmétiques (dont crème solaire éventuellement).

## Dermatite actinique chronique et risque de tumeur ou cancer
En cas de sensibilisation endogène, un risque carcinogène est évoqué en raison d'une modification des populations de lymphocytes T, voire en raison de traitements prolongés par des produits de soins.
En cas de sensibilisation exogène, sauf si le produit en cause est lui-même cancérogène, il ne semble pas y avoir de lien entre cette maladie et le risque de cancer.
Ces dermatites ne nécessitent pas une exposition longue ou répétée à un soleil intense ou aux UV qui sont un facteur cancérogène. L’éventuelle survenue d’un lymphome sur la zone de peau touchée semble pouvoir être considérée comme une coïncidence et non une complication de la photodermatose.
Certains cancers peuvent cependant être directement induits par l’exposition aux UV de certaines lampes.

## Traitement
- Si la photosensibilisation est endogène, on agit habituellement, par des immunosuppresseurs généraux,
- Si elle est exogène, on recherche la substance en cause et on tente de faire en sorte que le patient ne soit pas à la fois en contact avec le photosensibilisant et la lumière.